# Luis Pedro Figueroa
Luis Pedro Figueroa est un footballeur international chilien né le 14 mai 1983 à San Pedro de la Paz. Il évolue au poste de milieu de terrain à Colo-Colo.

## Biographie
Luis Pedro Figueroa joue dans plusieurs pays : au Chili, en Argentine, au Brésil et au Portugal.
Il dispute notamment 13 matchs en première division brésilienne avec le club de Palmeiras et 10 matchs en première division portugaise avec l'équipe d'Olhanense.

## Palmarès
| Année | Titre                                        | Club      | Pays  |
| 2008  | Vainqueur de la Primera División (clôture)   | Colo-Colo | Chili |
| 2013  | Vainqueur de la Primera División (ouverture) | O'Higgins | Chili |